# Gabou (Barsalogho)
Pour les articles homonymes, voir Gabou.
Gabou est une localité située dans le département de Barsalogho de la province du Sanmatenga dans la région Centre-Nord au Burkina Faso.

## Géographie
Importante localité du secteur, Gabou se situe à 6 km à l'est de Basma, à environ 25 km au sud de Barsalogho, le chef-lieu du département, et à environ 25 km au nord du centre de Kaya, la principale ville de la province. Le village est traversé par la route départementale 18 reliant Barsalogho à Kaya.

## Économie
L'économie de Gabou repose essentiellement sur le commerce de son important marché qui profite de sa localisation sur la route à mi-chemin entre Barsalogho à Kaya ainsi que de la proximité des villages producteurs maraîchers du pourtour du lac de retenue du barrage de Basma.

## Éducation et santé
Le centre de soins le plus proche de Gabou est le centre de santé et de promotion sociale (CSPS) de Basma tandis que le centre médical avec antenne chirurgicale (CMA) se trouve à Barsalogho et le centre hospitalier régional (CHR) à Kaya.
Gabou possède une école primaire publique et un collège d'enseignement général (CEG).